# Championnats de France d'athlétisme 1902
Navigation
Championnats 1901 Championnats 1903

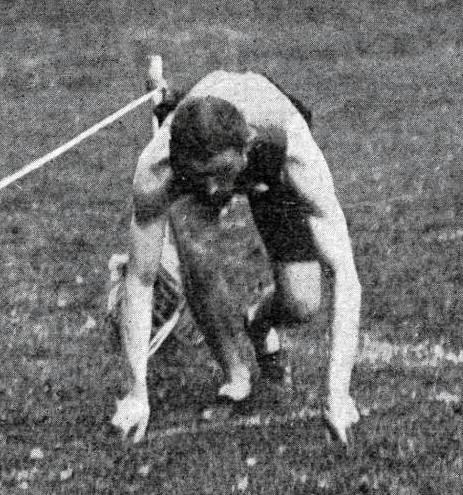
Louis Kuhn en 1902 (champion de France du 100 mètres en 1902 et 1903).

Les Championnats de France d'athlétisme 1902 ont eu lieu le 22 juin 1902 à la Croix-Catelan de Paris.

## Palmarès
| Discipline       | Athlète                          | Performance   |
| ---------------- | -------------------------------- | ------------- |
| 100 m            | Louis Kuhn                       | 11 s 4        |
| 400 m            | Raoul Matet                      | 52 s 8        |
| 800 m            | André Langlais                   | 2 min 2 s 2   |
| 1 500 m          | Henri Deloge                     | 4 min 16 s 2  |
| 110 m haies      | Adolphe Klingelhoeffer           | 17 s 2        |
| 400 m haies      | Adolphe Klingelhoeffer           | 58 s 8        |
| 4 000 m steeple  | Louis Bonniot de Fleurac         | 13 min 36 s 2 |
| Saut en hauteur  | Louis Monnier                    | 1,70 m        |
| Saut à la perche | Jacques Grelet                   | 3,00 m        |
| Saut en longueur | Pascal Gomont                    | 6,46 m        |
| Lancer du poids  | Panayiótis Paraskevópoulos (GRE) | 12,07 m       |
| Lancer du disque | Marius Eynard                    | 36,03 m       |